# Schronisko w Kołowrociu
Schronisko w Kołowrociu – jaskinia typu schronisko w miejscowości Sułoszowa w województwie małopolskim, w powiecie krakowskim, w gminie Sułoszowa.

## Opis obiektu
Schronisko znajduje się w skale Kołowrocie w dolnej części orograficznie prawego zbocza wąwozu Babie Doły. Prawe zbocze wąwozu w tym miejscu należy do Ojcowskiego Parku Narodowego (jego granica dochodzi w tym miejscu do dna wąwozu Babie Doły). Zboczem tym prowadzi szlak rowerowy, skała oraz otwór schroniska są z niego widoczne na stromym zboczu po wschodniej stronie.
Schronisko ma duży otwór o północnej ekspozycji, wysokości 2,4 m i szerokości 1,6 m, za którym jest salka o płaskim dnie. Jak wszystkie skały w Ojcowskim Parku Narodowym powstało w wapieniach z okresju jury późnej. Jego namulisko pokryte jest gruzem wapiennym i liśćmi, a strop i ściany zwietrzałymi naciekami grzybkowymi, glonami, porostami i mchami. Jest suche i w całości widne. W okolicach otworu rozwijają się paprocie z gatunku zanokcica skalna.

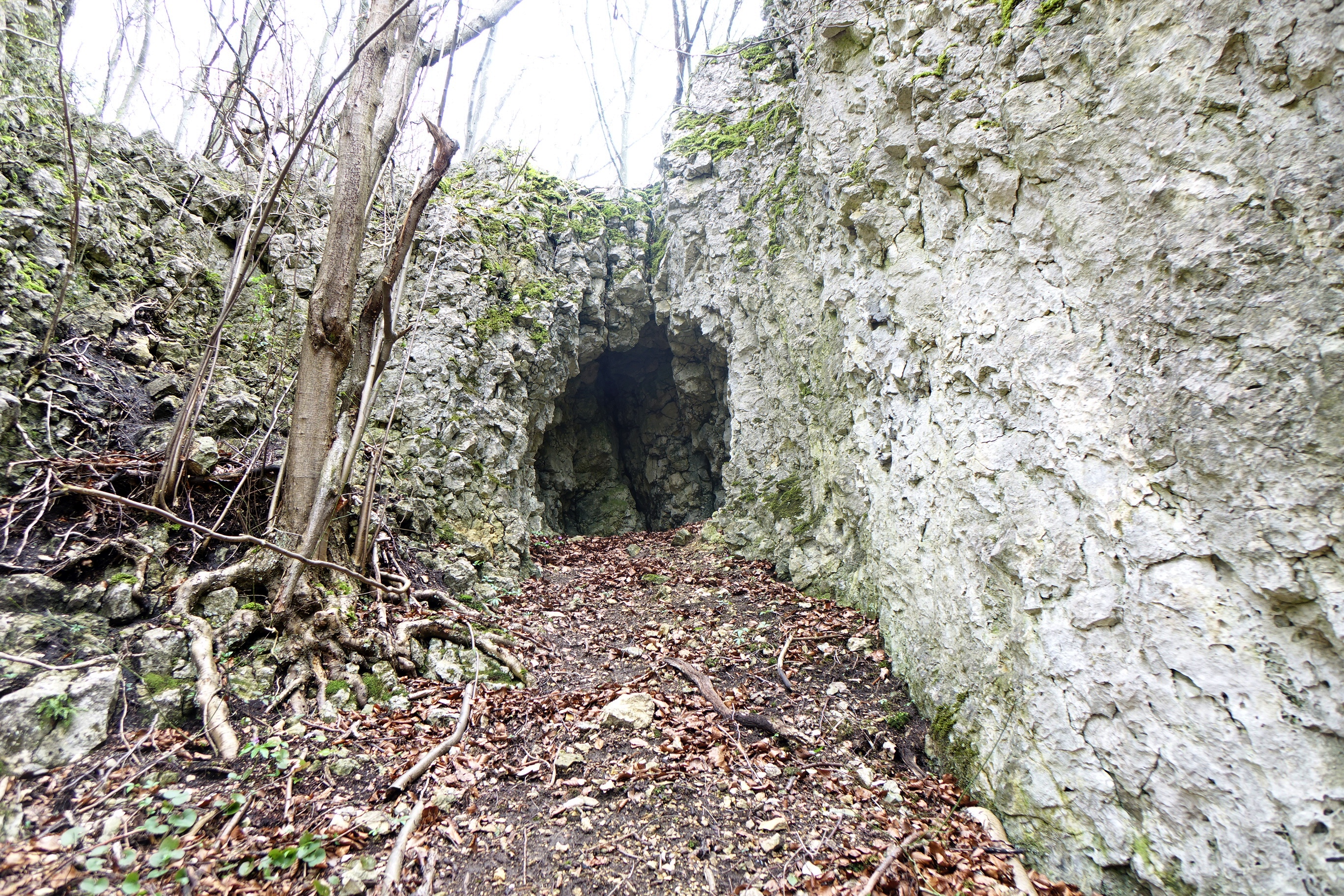
Otwór Schroniska w Kołowrociu